# Nekrassowka (Chabarowsk)
Nekrassowka (russisch Некра́совка) ist ein Dorf (selo) in der Region Chabarowsk (Russland) mit 9479 Einwohnern (Stand 1. Oktober 2021).

## Geographie
Der Ort liegt etwa 20 km Luftlinie südöstlich des Zentrums des Regionsverwaltungszentrums Chabarowsk, zugleich Verwaltungssitz des Rajons Chabarowski, zu dem das Dorf gehört. Es befindet sich nördlich des Bergzuges Maly Chechzir am rechten Ufer des Flüsschens Malaja Sita, eines linken Zuflusses des AmurNebenflusses Sita.
Das Dorf ist Sitz und einzige Ortschaft der Landgemeinde Selo Nekrassowka.

## Geschichte
Das Dorf wurde 1907 durch Umsiedler aus dem Westen des Russischen Reiches gegründet, die vorwiegend aus den Gouvernements Mogiljow, Tschernigow und Kiew stammten. Zunächst hieß es Nowo-Alexejewka („Neu-Alexejewka“), nach 1917 erhielt es seinen heutigen Namen.
Insbesondere ab den 1960er-/1970er-Jahren, als dort größere landwirtschaftliche Betriebe entstanden, wuchs die Einwohnerzahl von Nekrassowka stark, sodass es heute zu den größten Dörfern der Region zählt.

### Bevölkerungsentwicklung
| Jahr | Einwohner |
| ---- | --------- |
| 1979 | 5491      |
| 2002 | 9435      |
| 2010 | 8883      |
| 2021 | 9479      |

Anmerkung: Volkszählungsdaten

## Verkehr
Straßenverbindung besteht ins nahe Chabarowsk, wo sich auch die nächstgelegenen Bahnstationen an der Transsibirischen Eisenbahn befinden. In nordöstlicher Richtung besteht Anschluss an die im Südosten aus Chabarowsk herausführende Wostotschnoje schosse („Ostchaussee“), die in den Ostteil des Rajons um das Dorf Knjase-Wolkonskoje führt und dort an die Fernstraße Wostok in Richtung Nachodka anschließt.